# Kaniyanahundi, Heggadadevankote
Kaniyanahundi là một làng thuộc tehsil Heggadadevankote, huyện Mysore, bang Karnataka, Ấn Độ.